# Metaprotus asuridia
Metaprotus asuridia är en fjärilsart som beskrevs av Butler 1886. Metaprotus asuridia ingår i släktet Metaprotus och familjen Simaethistidae. Inga underarter finns listade i Catalogue of Life.